# Yersiniops sophronica
Yersiniops sophronica là một loài Bọ ngựa trong họ Bọ ngựa. Loài này được Rehn and Hebard miêu tả năm 1907. Đây là loài bản địa của Hoa Kỳ.